# András Demeter
András István Demeter (n. 18 mai 1969, Târgu Mureș, România) este un actor român, ministru al Culturii în guvernul Ilie Bolojan, din partea UDMR.

## Filmografie
- Eva (2010)
- Lindenfeld, o poveste de dragoste (2013)
- Apostolul Bologa (2018)